# 索喹洛尔
索喹洛尔是一种含氮有机化合物，化学式C
17H
26N
2O
3，能作为β受体阻滞剂。